# Saint-Pierre-es-Champs
Saint-Pierre-es-Champs là một xã ở tỉnh Oise Hauts-de-France phía bắc Pháp. Xã Saint-Pierre-es-Champs nằm ở khu vực có độ cao trung bình 191 mét trên mực nước biển.